# Loe Laco
Loe Laco ist eine osttimoresische Aldeia. Sie liegt im Osten des Sucos Culu Hun (Verwaltungsamt Cristo Rei, Gemeinde Dili). In Loe Laco leben 555 Menschen (2015).
Jenseits der Avenida de Becora grenzt Loe Laco im Norden an die Aldeia Toko Baru II. Westlich der Rua do Enfermeiro Matias Duarte liegt die Aldeia Funu Hotu und südwestlich die Aldeia Nato. Südlich liegt die Aldeia Tane Muto und östlich der Suco Becora. In Loe Laco befindet sich das Convento das Madres Canossianas.